# Wolf E. Rahlfs
Wolf E. Rahlfs (* 15. September 1977 in Hannover) ist ein deutscher Kulturschaffender, Schauspieler, Hörspielsprecher und Regisseur.

## Leben
Rahlfs studierte Schauspiel am Liverpool Institute for Performing Arts (LIPA) und anschließend Regie an der Middlesex University in London. Von 2003 bis 2006 war Rahlfs Ensemblemitglied an der Badischen Landesbühne und anschließend als freischaffender Schauspieler und Regisseur tätig.
Von 2018 bis 2023 war er Intendant am Theater der Altmark (Landestheater Sachsen-Anhalt Nord) in Stendal.
Seit der Spielzeit 2023/24 ist er Intendant der Badischen Landesbühne.

## Hörspiele (Auswahl)
- 2009: Christoph Peters: Ein Zimmer im Haus des Krieges (El Choli) – Regie: Günter Maurer (Hörspielbearbeitung – SWR)
- 2010: Claudia Weber: Meyers Plan – Technische Realisierung und Regie: Claudia Weber (Original-Hörspiel – SWR/Claudia Weber)
- 2010: Claudia Weber: Gold im Schneider – Regie: Claudia Weber (Originalhörspiel – SWR)
- 2011: Claudia Weber: Wir werden nicht groß – Regie: Claudia Weber (Originalhörspiel – SWR)
- 2013: Juli Zeh: Nullzeit (Bernie und Stimme) – Regie: Mark Ginzler (Hörspielbearbeitung, Kriminalhörspiel – SWR)
- 2014: Herbert Beckmann: Kick-Back (Jörg/Helge) – Regie: Mark Ginzler (Originalhörspiel, Mundarthörspiel, Kriminalhörspiel – SWR)
- 2015: Hugo Rendler: Radio-Tatort: Brändles Nichte (Beamter) – Regie: Mark Ginzler (Originalhörspiel, Kriminalhörspiel – SWR)

Quelle: ARD-Hörspieldatenbank

## Auszeichnungen
| 2005 | Miryang Performing Arts Festival – Bester Schauspieler                                 |
| 2001 | Royal Shakespeare Company – Buzz Goodbody Award für Solostück „Notes from Underground“ |